# Cubaecola hoploderoides
Cubaecola hoploderoides là một loài bọ cánh cứng trong họ Cerambycidae.